# Sobreingeniería

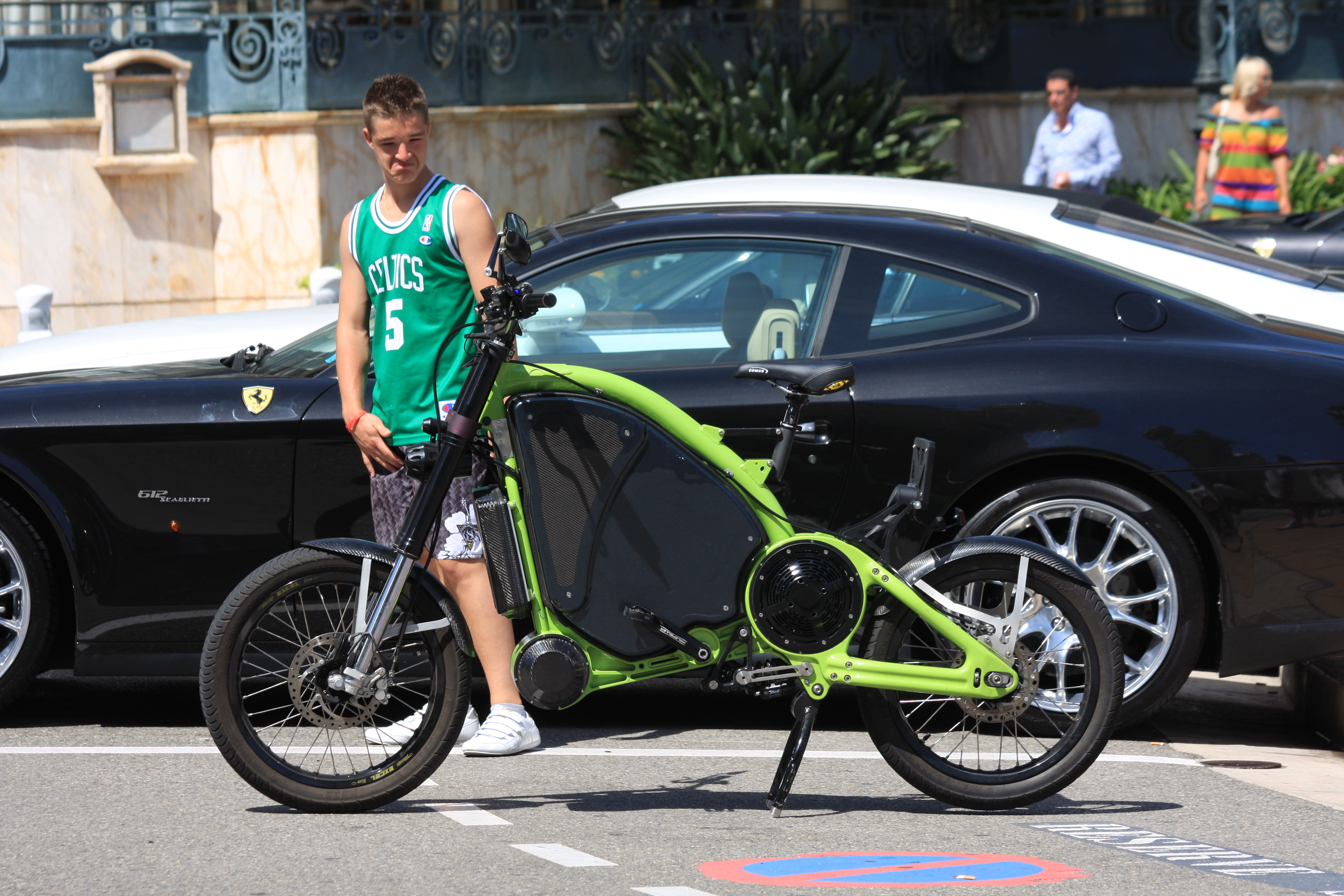
eROCKIT, la primera bicicleta eléctrica híbrida humana.

Sobreingeniería (o sobre-ingeniería) es el diseño de un producto para ser más robusto o complicado de lo necesario para el uso que se le pretende dar, con el fin de garantizar suficiente seguridad, suficiente funcionalidad, o debido a errores de diseño. La sobreingeniería puede ser deseable cuando la seguridad o el rendimiento en un aspecto particular es crítico, o cuando se requiere una funcionalidad extremadamente amplia, pero generalmente es criticada desde el punto de vista de la ingeniería del valor como un desperdicio. Como filosofía de diseño, tal sobrecomplejidad es lo opuesto a la escuela de pensamiento de "menos es más" (y por lo tanto una violación del Principio KISS y de la parsimonia).